# Homodotis falcata
Homodotis falcata är en fjärilsart som först beskrevs av Butler 1879a.  Homodotis falcata ingår i släktet Homodotis och familjen mätare. Inga underarter finns listade i Catalogue of Life.